# Arik-den-ili
Arik-den-ili je bio asirski kralj, sin Enlil-nirarija, unuk Ašur-ubalita I., otac Adad-nirarija I. te djed Šalmanasara I. Borio se protiv babilonskog kralja Nazi-Marutaša.